# Herbert Wadsack
Herbert Wadsack (Knittelfeld, 19 de febrero de 1912-Viena, 15 de julio de 2004) era un bibliotecario y escritor austríaco.
Estuvo en la Wehrmacht y fue prisionero de guerra.
Fue miembro de la  Österreichischer Schriftstellerverband y del PEN Club Internacional.

## Obra
- A-To-Nal, 1982
- Bescheidenes Massaker. Kurzprosa aus dreißig Jahren, 1995
- Das Gedichtwerk. , 1995

### Poemarios
- Die vor uns sterben, 1946
- Gewaltige Fuge des Lebens, 1966